# بخش گیان
بخش گیان یکی از بخش‌های تابعه شهرستان نهاوند در استان همدان در غرب ایران است.

## مردم
مردم این بخش لر هستند و به زبان لری سخن می‌گویند.

## تقسیمات کشوری
- بخش گیان
  - دهستان سراب
  - دهستان گیان

نقاط شهری: گیان

## جمعیت
بنابر سرشماری مرکز آمار ایران، جمعیت بخش گیان شهرستان نهاوند در سال ۱۳۹۵ برابر با ۱۷٬۰۲۷ نفر بوده است